# HD 46936
HD 46936，又名CD-32 3168，SAO 196955、HR 2415，是一颗恒星，视星等为5.62，位于銀經241.29，銀緯-17.54，其B1900.0坐标为赤經6h 30m 52.8s，赤緯-32° -17.54′ 14″。